# Campeonato Carioca de Futebol de 1996 - Terceira Divisão
O Campeonato Carioca da Terceira Divisão de 1996 foi uma edição da terceira divisão do campeonato estadual de futebol profissional do Rio de Janeiro. A competição foi organizada pela Federação de Futebol do Estado do Rio de Janeiro (FERJ).
Ao final do campeonato, sagrou-se campeã a equipe do Tio Sam e vice-campeão o Real.

## Participantes
- Céres Futebol Clube, do Rio de Janeiro
- Colégio Futebol Clube, do Rio de Janeiro
- Esporte Clube Lucas, do Rio de Janeiro
- Esporte Clube Siderantim, de Barra Mansa
- Everest Atlético Clube, do Rio de Janeiro
- Heliópolis Atlético Clube, de Belford Roxo
- Jacarepaguá Futebol Clube, do Rio de Janeiro
- Real Esporte Clube, de Angra dos Reis
- Serrano Futebol Clube, de Petrópolis
- Tio Sam Esporte Clube, de Niterói